# Mörttjärns naturreservat

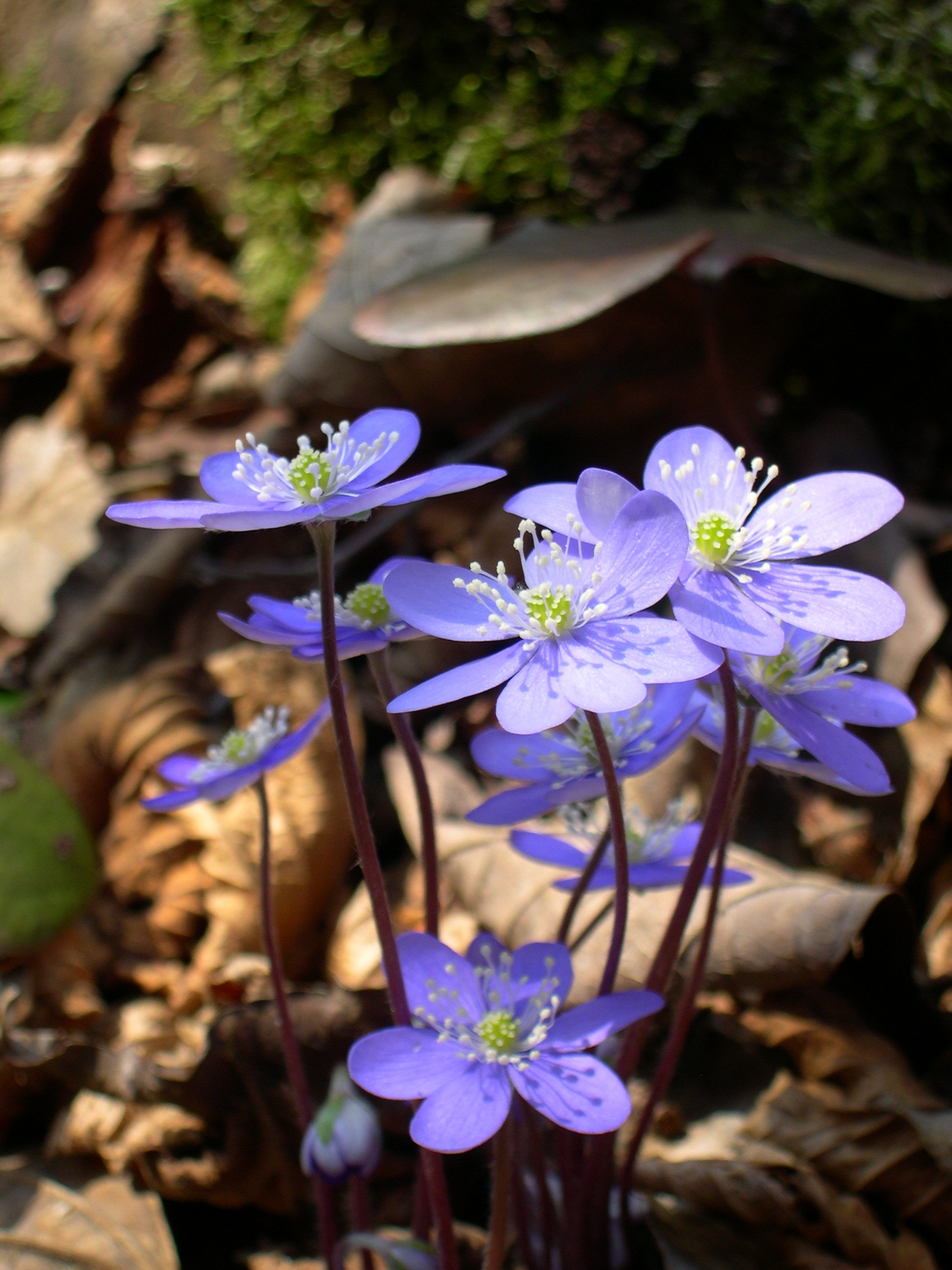
Blåsippa

Mörttjärn är ett naturreservat i Melleruds kommun i Dalsland i Västra Götalands län.
Området är skyddat sedan 2007 och är 27 hektar stort. Det är beläget 9 km väster om Mellerud, i anslutning till samhället Dals Rostock.
I terrängen finns omväxlande fristående kullar och branter med små bergsstup. Skogen inom området är av typen ängsgranskog. Den domineras av gran men har ett stort inslag av löv och ett örtrikt fältskikt. Lövinslaget består av en hel del lövbuskar som hassel och skogstry samt lövträd som asp, ek, sälg, lönn, björk och rönn. 
I fältskicktet är de vanligaste växterna blåsippa, harsyra, bergslok och vispstarr. Där finns även örter som vätteros, skogsbingel, sårläka och myskmadra. Andra rödlistade växter som förekommer är uddbräken, strävlosta och skogssvingel.
Det närbelägna sanatoriet stod färdigt 1911 och kallades Kroppefjälls sanatorium. Det har sedan i omgångar byggts till och ändrat inriktning. Verksamheten har satt sin prägel på närområdet, med uppförda monument och parkmiljöer.
Naturvårdsförvaltare är Melleruds kommun.